# Albert Guyot
Albert Guyot (ur. 25 grudnia 1881 roku w Orleanie, zm. 24 maja 1947 roku w Neuilly-sur-Seine) – francuski kierowca wyścigowy.

## Kariera
W swojej karierze Guyot startował głównie w wyścigach Grand Prix i w Stanach Zjednoczonych w mistrzostwach AAA Championship Car oraz towarzyszącym mistrzostwom słynnym wyścigu Indianapolis 500, będącym w latach 1923-1930 jednym z wyścigów Grandes Épreuves. W pierwszym sezonie startów, w 1913 roku w wyścigu Indianapolis 500 uplasował się na czwartej pozycji. Z dorobkiem 140 punktów został sklasyfikowany na 23 pozycji w klasyfikacji generalnej. Rok później stanął na najniższym stopniu podium w Indy 500. Uzbierane 270 punktów dało mu dwudzieste miejsce w klasyfikacji mistrzostw. W sezonie 1919 zakończył wyścig na torze Indianapolis Motor Speedway na czwartym miejscu, plasując się ostatecznie na dwudziestej pozycji w klasyfikacji generalnej. W 1921 roku Francuz dojechał do mety Indy 500 na szóstej pozycji. Z dorobkiem trzydziestu punktów zakończył sezon mistrzostw na 21. miejscu. W Europie do największych sukcesów Guyota należy zaliczyć wygrane w trzech wyścigach. W 1908 roku był najlepszy w klasie Voiturette Grand Prix Francji. Po wojnie, w 1921 roku odniósł zwycięstwo w Grand Prix Korsyki, a dwa lata później wygrał Grand Prix San Sebastián.